# Китайска паричка
Китайска паричка (Pilea peperomioides) е вид цъфтящо растение от семейство Копривови (Urticaceae). По произход е от провинциите Юнан и Съчуан в южната част на Китай. Има множество синоними – (китайска) паричка, палачинка, НЛО, пилея-пеперомия, мисионерско растение и др.

## История
Джордж Форест е първият от Запада, който събира Pilea peperomioides през 1906 г. и отново през 1910 г. в планинската верига Канг в провинция Юнан. През 1945 г. видът е открит от норвежкия мисионер Агнар Еспегрен в провинция Юнан, когато той бяга от провинция Хунан. През 1946 г. Еспегрен взел резници със себе си обратно в Норвегия, през Индия, и оттам растението било разпространено в Скандинавия. Първото известно публикувано изображение се появява в списание Kew през 1984 г.

## Разпространение
Този вид се среща само в Китай: в югозападната част на провинция Съчуан и в западната част на провинция Юнан. Тук расте на сенчести влажни скали в гори на височини от 1500 до 3000 м. Видът е много рядък и е възможно застрашен в местното му местообитание. Въпреки това се съхранява в Китай и по света като декоративно растение.

## Приложение
Китайската паричка е популярно декоративно растение. Според поверието носи късмет и пари, а кръглите му листа се оприличават на монети.